# Bombylius macfarlandi
Bombylius macfarlandi är en tvåvingeart som beskrevs av Neal L. Evenhuis 1985. Bombylius macfarlandi ingår i släktet Bombylius och familjen svävflugor.
Artens utbredningsområde är Arizona. Inga underarter finns listade i Catalogue of Life.